# سيدني تايغرز
سيدني تاغيرز هو نادي كرة قدم أسترالي تم إنشاؤه في سنة 1954 الميلادية